# 格拉希厄特堡鎮區 (密歇根州)
格拉希厄特堡鎮區（英語：Fort Gratiot Township）是位於美國密歇根州聖克萊爾縣的一個特設鎮區。

## 地方資料
格拉希厄特堡鎮區的面積為41.70平方千米，當中陸地面積為41.60平方千米，而水域面積為0.10平方千米。根據2020年美國人口普查的數據，當地共有人口11242人，而人口密度為每平方千米269.59人。